# Furcifer
Furcifer és un gènere de sauròpsids (rèptils) escatosos de la família Chamaeleonidae, pròpies de Madagascar i l'arxipèlag de les Comores.

## Taxonomia
El gènere Furcifer inclou 24 espècies:
- Furcifer angeli (Brygoo & Domergue, 1968)
- Furcifer antimena (Grandidier, 1872)
- Furcifer balteatus (Duméril & Bibron, 1851)
- Furcifer belalandaensis (Brygoo & Domergue, 1970)
- Furcifer bifidus (Brongniart, 1800)
- Furcifer campani (Grandidier, 1872)
- Furcifer cephalolepis (Günther, 1880)
- Furcifer labordi (Grandidier, 1872)
- Furcifer lateralis (Gray, 1831)
- Furcifer major (Brygoo, 1971)
- Furcifer minor (Günther, 1879)
- Furcifer monoceras (Boettger, 1913)
- Furcifer nicosiai Jesu, Mattioli & Schimmenti, 1999
- Furcifer oustaleti (Mocquard, 1894)
- Furcifer pardalis (Cuvier, 1829)
- Furcifer petteri (Brygoo & Domergue, 1966)
- Furcifer polleni (Peters, 1874)
- Furcifer rhinoceratus (Gray, 1845)
- Furcifer timoni Glaw, Köhler & Vences, 2009
- Furcifer tuzetae (Brygoo, Bourgat & Domergue, 1972)
- Furcifer verrucosus (Cuvier, 1829)
- Furcifer viridis Florio, Ingram, Rakotondravony, Louis & Raxworthy, 2012
- Furcifer voeltzkowi (Boettger, 1893)
- Furcifer willsii (Günther, 1890)